# أفيغدور كاهالاني
أفيغدور كاهالاني (بالعبرية: אביגדור קהלני‏) (من مواليد 16 يونيو 1944) هو جندي وسياسي إسرائيلي سابق.

## أوائل حياته
ولد أفيغدور كاهالاني في نيس زيونا في عهد الانتداب البريطاني. كان والديه، موشيه وسارة كاهالاني، من المهاجرين اليهود اليمنيين في الأصل من صنعاء.
درس الميكانيكا في مدرسة أورط إسرائيل في يافا. حصل على درجة البكالوريوس في التاريخ من جامعة تل أبيب والماجستير في العلوم السياسية من جامعة حيفا. التحق أيضًا بكلية القيادة والأركان العامة في فورت ليفنوورث في كانساس، وتخرج من كلية الدفاع الوطني الإسرائيلية.

## الحياة العسكرية

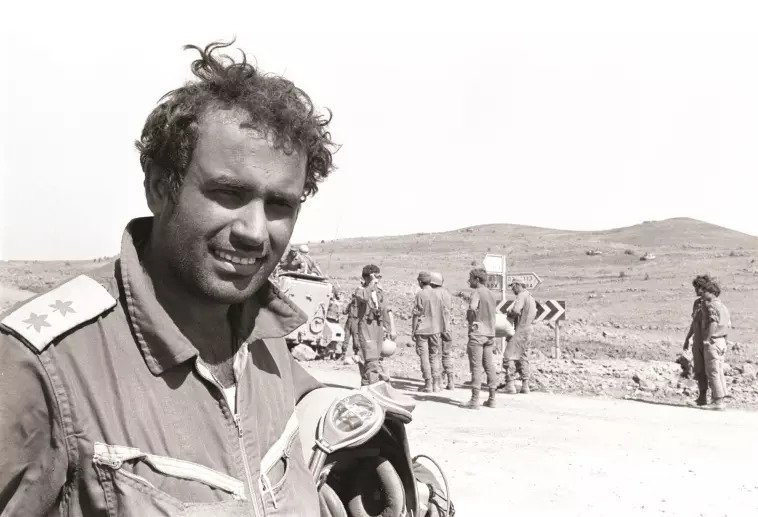
كاهالاني خلال حرب يوم الغفران

تم تجنيد كاهالاني في الجيش الإسرائيلي (IDF) في عام 1962، وانضم إلى اللواء السابع من سلاح المدرعات في الجيش الإسرائيلي. بدأ كجندي نظامي، لكنه أكمل بعد ذلك دورة قائد دبابة بمرتبة الشرف. ثم أكمل دورة الضباط بمرتبة الشرف في بهاد 1، وأصبح ضابطًا محترفًا في الجيش الإسرائيلي. وفي عام 1964، كان جزءًا من وفد الجيش الإسرائيلي إلى ألمانيا الغربية لتسلم أول دبابات إم 48 باتون للجيش الإسرائيلي.
خلال حرب الأيام الستة، قاد كاهالاني سرية من دبابات باتون من الكتيبة 79. حصل على وسام الخدمة المتميزة لخدمته أثناء الحرب، حيث أصيب بجروح بالغة عندما اشتعلت النيران في دبابته إم 48 باتون. 
عندما اندلعت حرب يوم الغفران عام 1973، كان كاهالاني يبلغ من العمر 29 عامًا برتبة مقدم وقائد كتيبة. شغل منصب قائد الكتيبة المدرعة 77 المجهزة بسنتوريون من اللواء السابع في مرتفعات الجولان. انخرطت كتيبة كاهالاني - إلى جانب عناصر أخرى من اللواء المدرع السابع - في قتال دفاعي شرس ضد قوة ميكانيكية سورية متفوقة إلى حد كبير تضم أكثر من 50 ألف رجل و1200 دبابة. أثبتت المعركة أنها إحدى نقاط التحول في الحرب. بعد الحرب، امتلأ الوادي الذي وقعت فيه الحادثة بمئات الدبابات السورية المدمرة والمهجورة وتمت إعادة تسميته "عيمك ها باشا" (" وادي الدموع "). وبسبب ذلك مُنح كاهالاني أعلى وسام عسكري إسرائيلي وهو وسام الشجاعة. 

## الحياة السياسية
بعد ترك الجيش الإسرائيلي، شق كاهالاني طريقه إلى السياسة. شغل منصب نائب رئيس بلدية تل أبيب، وانتخب عضوا في الكنيست كعضو عن حزب العمل في انتخابات عام 1992. خدم في لجنتي الخارجية والدفاع في الكنيست وفي لجنتي التعليم والثقافة. كان ناشطاً في لجنة إنقاذ يهود اليمن ورئيس لوبي الجولان في الكنيست، وكان رئيساً لمؤسسة أصدقاء ليبي LIBI ورئيس الجمعية الإسرائيلية لإعادة التأهيل من المخدرات. كان مرشحًا في انتخابات رئاسة بلدية تل أبيب عام 1993، واحتل المركز الثاني بعد روني ميلو بنسبة 42.5% من الأصوات.
خلال جلسة الكنيست، انشق كاهالاني عن حزب العمل وأسس "الطريق الثالث" مع إيمانويل زيزمان. فاز الحزب الجديد بأربعة مقاعد في انتخابات 1996، وانضم إلى ائتلاف بنيامين نتنياهو، وعين كاهالاني وزيراً للأمن الداخلي. ومع ذلك، في انتخابات عام 1999، فشل الحزب في تجاوز العتبة الانتخابية وخسر كاهالاني مقعده.
انضم لاحقًا إلى حزب الليكود، وحصل على المركز 43 على قائمة الحزب لانتخابات عام 2003،  لكنه غاب عن مقعد عندما فاز الحزب بـ 38 مقعدًا فقط.
ومن عام 2007 إلى عام 2015، شغل كاهالاني منصب رئيس جمعية رفاهية الجنود الإسرائيليين [الإنجليزية].
وفي عام 2023 تم اختياره لإشعال الشعلة في حفل إضاءة المنارة على جبل هرتزل بمناسبة الذكرى الخامسة والسبعين لقيام دولة إسرائيل. 

## الأعمال المنشورة
- مرتفعات الشجاعة: حرب قائد الدبابات على الجولان (1975)
- طريق المحارب (1989)